# فاتن المر
فاتن المُرّ (ولدت سنة 1969) هي كاتبة وأكاديمية وناقدة لبنانية.
حصلت المر على درجة الدكتوراه في اللغة الفرنسية وآدابها، وتعمل بالتدريس في الجامعة اللبنانية. نُشرت لها عدة دراسات نقدية بالفرنسية في مجلات أدبية لبنانية وغربية.

## من إصداراتها
- بين انتظارين (مجموعة قصصية، دار الجديد، 1999): وهو أول إصداراتها المنشورة.
- الزمن التالي (رواية دار الفرات 2008)
- الخطايا الشائعة (رواية، دار النهار، 2010)
- مفتاح لنجوى (رواية، دار الآداب، 2013)
- حدثيني عن الخيام (رواية، دار الآداب،2016)

## وصلات خارجية
- مقالات فاتن المر في جريدة السفير